# Хемницер, Иван Иванович
Ива́н Ива́нович Хемни́цер (5 [16] января 1745, Енотаевская крепость, Астраханская губерния — 19 [30] марта 1784, Бурнав, под Смирной) — русский поэт и переводчик, дипломат; преподаватель Санкт-Петербургского Горного училища. Член Академии Российской (1784). Генеральный консул в Смирне (1782—1784).
Наиболее значительный русский баснописец до Ивана Крылова. Сборник его басен переиздавался в конце XVIII — первой половине XIX века несколько десятков раз.

## Биография
Родился 5 [16] января 1745 в Енотаевской крепости Астраханской губернии (позже — город Енотаевск, сейчас — село Енотаевка Астраханской области) в семье Иоганна Адама Хемницера (ум. 1789), уроженца саксонского города Фрайберга. В момент рождения сына Иоганн Хемницер был военным штаб-лекарем, а впоследствии служил инспектором Петербургского сухопутного госпиталя.
Грамоте Ивана Хемницера обучили его родители, причём в очень раннем возрасте — сразу после того, как он начал говорить. Занимался с отцом арифметикой, латинским и немецким языками. В возрасте шести лет начал учиться в синтаксическом классе школы пастора Нейбауера в Астрахани, русским языком, арифметикой и геометрией занимался, беря частные уроки. С малых лет отличался талантом и большой усидчивостью. С 1755 года жил с матерью в Санкт-Петербурге, занимался со школьным учителем; в 1756 году, когда в столицу переехал и отец, Иван Хемницер стал жить в качестве пансионера и брать уроки у учителя латинского языка во врачебном училище.
Отец планировал, что его сын станет медиком, однако Иван Хемницер, вопреки воле отца, 27 июня [8 июля] 1757 года, в возрасте 12 лет, записался солдатом в Нотебургский пехотный полк. Участвовал в Семилетней войне, причём в 1759 году в Кёнигсберге, оккупированном в тот период российскими войсками (как и бо́льшая часть Восточной Пруссии), произошла его встреча с отцом (первая с того момента, как он ушёл в армию), который продолжал здесь свою службу штаб-лекарем. Вскоре после возвращения пехотного полка в Россию Иван Хемницер перешёл на службу в Копорский пехотный полк. Как говорится о службе Хемницера в армии в «Русском биографическом словаре» (1901), он «своим кротким характером заслужил расположение начальства и стал повышаться». 12 [23] мая 1762 года был назначен адъютантом к генерал-майору графу Фёдору Андреевичу Остерману, 1 [12] января 1766 года получил звание поручика, в 1769 году находился в качестве курьера при главнокомандующем армией генерал-аншефе князе Александре Михайловиче Голицыне.
Выйдя в отставку, Хемницер поступил на службу в горное ведомство (Берг-коллегию) в чине гиттенфервальтера. По всей видимости, получению этого места поспособствовал лучший друг Хемницера, архитектор и поэт Николай Александрович Львов, находившийся в родстве с Михаилом Фёдоровичем Соймоновым, директором Горного училища, первого в Российской империи высшем учебном заведении горного профиля (сейчас — Санкт-Петербургский горный университет). Хемницер состоял в членах учёного собрания Горного училища, занимался переводами трудов по горному делу, положив начало выработке специальной русской терминологии в этой области. Некоторые переводы он делал совместно со своим другом и коллегой, преподавателем химии и металлургии Александром Матвеевичем Карамышевым.
Хемницер был одним из первых преподавателей Горного училища с самого начала его основания в 1774 году (остались документы, согласно которым именно Хемницером в мае того года были закуплены первые 70 книг для библиотеки Училища). Он вёл занятия по французскому и немецкому языкам (после его ухода эти занятия перешли к естествоиспытателю и переводчику Фёдору Петровичу Моисеенкову).
В 1782 году был назначен генеральным консулом в Смирне (современное название — Измир). Скончался в Смирне 20 [31] марта 1784 (по другим данным — 19 [30] марта 1784).

## Творчество
Его басни (как переводы Лафонтена и Геллерта, так и оригинальные) пользовались большой популярностью у современников и в начале XIX в. Считается самым значительным русским баснописцем до Крылова, на творчество которого оказал определённое влияние. Среди лучших его басен — «Метафизик», «Дерево», «Богач и бедняк».
До 1855 года басни И. И. Хемницера издавались тридцать шесть раз — рекорд среди писателей XVIII столетия и красноречивое свидетельство его популярности. В. Г. Белинский, сравнивая творчество Хемницера с Василием Капнистом и Ипполитом Богдановичем, писал: «Хемницер важнее остальных двух в истории русской литературы: он первым баснописцем русским (ибо притчи Александра Сумарокова едва ли заслуживают упоминания), и между его баснями есть несколько истинно прекрасных и по языку, и по стиху, и по наивному остроумию».
Басни Хемницера отличает отсутствие прямых нравоучений, обращённых к читателю, характерных для других баснописцев; мораль в его сочинениях, как правило, вытекает из самого действия. Произведения этого автора неизменно включались в детские альманахи и хрестоматии.

## Обстоятельства смерти
Обстоятельства смерти поэта и место его захоронения не до конца выяснены. Наиболее распространено мнение, что изначальным местом погребения поэта является Смирна, однако относительно дальнейшей судьбы останков имеются различные мнения. Поскольку Хемницер был христианином (лютеранином), его останки, скорее всего, были перевезены из мусульманской Смирны и перезахоронены, возможно, в городе Николаеве Новороссийской губернии (сейчас — центр Николаевской области Украины). Эту гипотезу подтверждает изображение колонны-надгробия на титульном листе посмертного издания сочинений Хемницера (1799) с надписью, из которой следует, что это надгробие установлено в Николаеве. Поскольку Хемницер был лютеранином, местом его захоронения был, скорее всего, тот участок Николаевского некрополя, который примыкает к Всехсвятской церкви, — именно там хоронили лютеран в конце XVIII — начале XIX века. Некоторые исследователи считают, что Хемницер не только похоронен в Николаеве, но и скончался именно здесь, будучи проездом из Смирны.